# Амінов Юрій Ахметович
Амінов Юрій Ахметович (нар. 16 серпня 1942, селище Катон-Карагай, Катон-Карагайський район, Східноказахстанська область, КазССР) — український математик, доктор фізико-математичних наук.
Лауреат Державної премії України в галузі науки і техніки (2005 рік), Премії ім. М. М. Крилова НАН України (2003 рік).

## Біографія
Навчався на механіко-математичному факультеті в Московському державному університеті ім. М. В. Ломоносова з 1959 по 1964 роки. Здобувши вищу освіту, продовжив навчання в аспірантурі МДУ під науковим керівництвом відомого математика д.ф.-м.н. М. В. Єфімова. У 1968 захистив в МДУ кандидатську дисертацію. З 1968 році по теперішній час працює у відділі геометрії Фізико-технічного інституту низьких температур НАН України (м. Харків), пройшовши шлях від молодшого наукового співробітника до завідувача відділом та головного наукового співробітника. У 1984 році захистив докторську дисертацію. За сумісництвом працював на механіко-математичному факультеті Харківського державного університету ім. М.Горького, викладав спеціальні курси з геометрії для студентів старших курсів. У 1989 році отримав вчене звання професора по кафедрі геометрії. Під науковим керівництвом Ю. А. Амінова захищено 6 кандидатських дисертацій, двоє його учнів здобули науковий ступінь доктора наук.
Наукові інтереси: диференціальна геометрія багатовимірних підмноговидів, теорія ізометричних занурень ріманових многовидів, геометрія псевдосферичних підмноговидів та їх перетворень, теорія грасманового образу підмноговидів, геометрія векторних полів, теорія мінімальних поверхонь, застосування геометричних методів у фізиці.
Автор понад 100 наукових монографій та статей.

## Монографії
- Минимальные поверхности (цикл лекций). Харьков, ХГУ, 1978, 126 с.
- Дифференциальная геометрия и топология кривых. М.: Наука, 1987, 159 с. ; Изд.2, испр. и доп. — М.: Ленанд, 2018, 168 с.
- Геометрия векторного поля. М.: Наука, 1990, 207 с. : Изд.2, испр. — М.: Ленанд, 2018, 208 с.
- New ideas in Differential Geometry of submanifolds. Kharkov: ACTA, 1998, 114 pp.
- Differential geometry and topology of curves. Amsterdam: Gordon and Breach Science Publishers, 2000, 205 pp.
- Geometry of vector fields. Amsterdam: Gordon and Breach Science Publishers, 2000, 172 pp.; Abingdon: Routledge Revivals (Taylor & Francis Group), 2013, 172 pp.
- Geometry of Submanifolds. Amsterdam: Gordon and Breach Science Publishers, 2001, 371 pp.
- Геометрия подмногообразий. К.: Наукова думка, 2002, 468 с.
- Współczesna teoria powierzchni — Białystok: Wydaw. Uniwersytetu Białostockiego, 2004, 108 pp.
- Путешествие в солнечную Бразилию. M.: Научный фонд Антонио Менегетти, 2016, 100 c.